# Межень
Меже́нь:

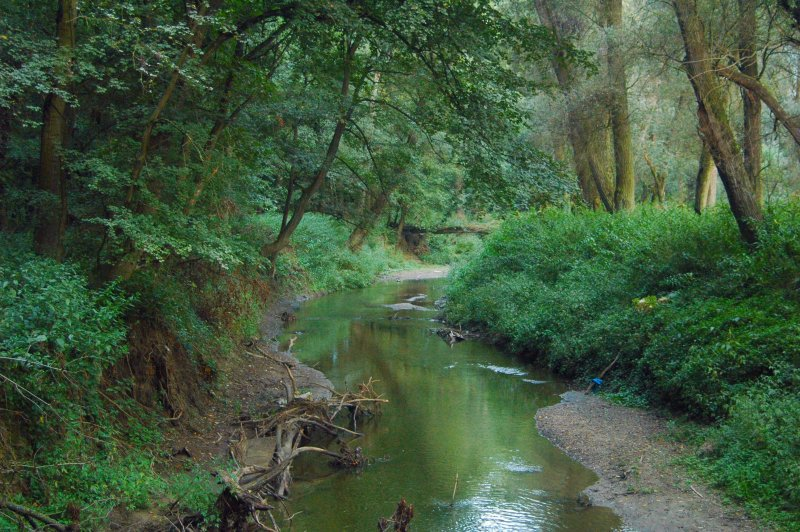
Летне-осенняя межень на реке Миява

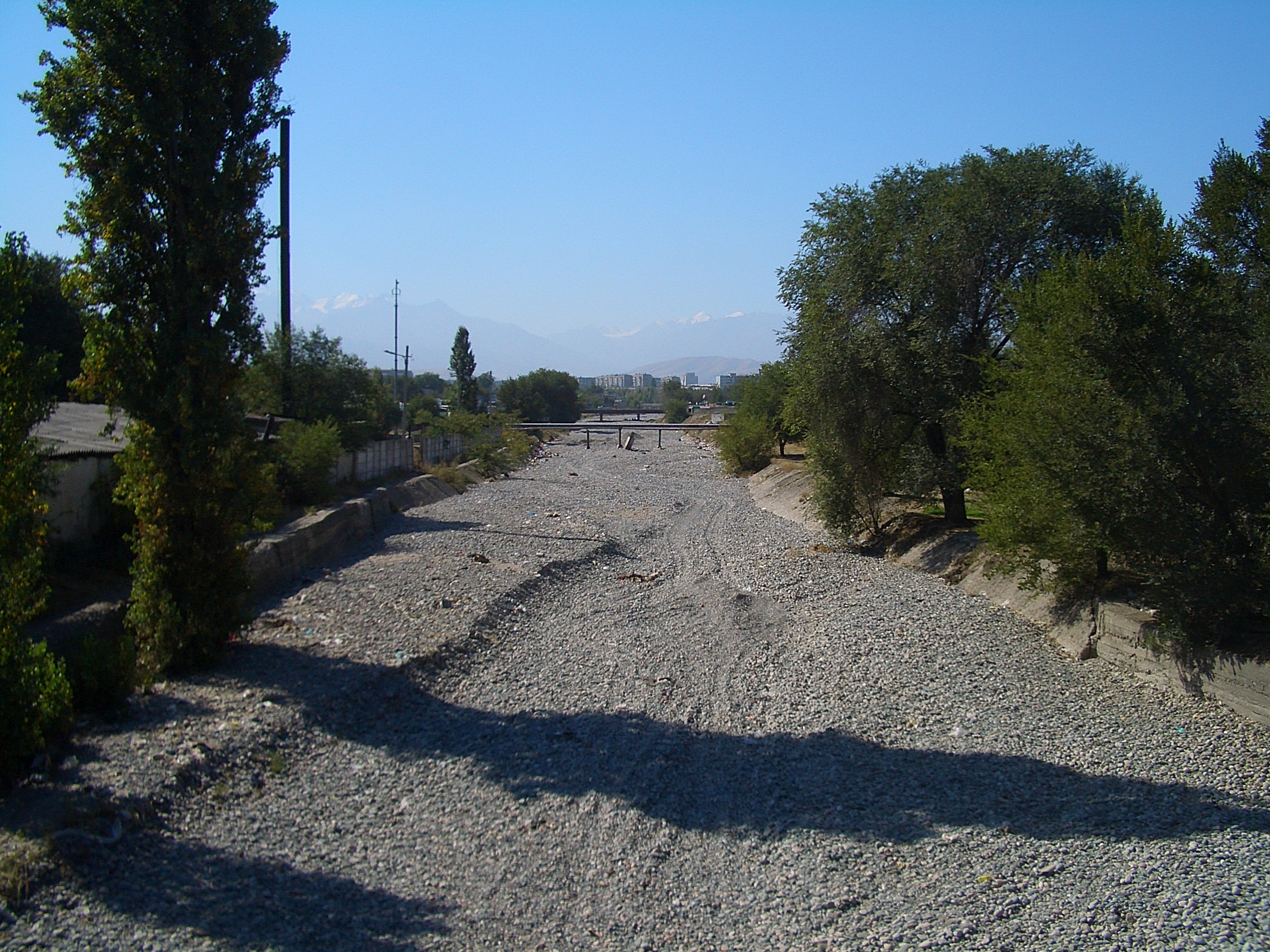
Река Аламедин в Бишкеке в сентябре

- низкий уровень воды в реке, озере, фаза водного режима;
- период, когда сохраняется такой уровень.

На реках умеренной полосы наблюдается летняя (или летне-осенняя) и зимняя межень, так как в эти периоды поверхностный сток воды очень мал, и реки, в основном, питаются подземными водами.
К летней (летне-осенней) межени относят период от конца половодья до осенних паводков, а при их отсутствии — до начала зимнего периода, то есть до появления на реке ледовых явлений.
За зимнюю межень принимают период от начала зимнего периода до начала половодья.
Межень продолжается в зависимости от климатических условий от нескольких дней до нескольких недель. Межень обычно возникает всегда в одно и то же время года.
Межень считается продолжительной, если она наблюдается свыше 30 суток, и короткой, если она отмечается от 10 до 30 дней. Межень обычно прерывиста, особенно на реках с паводочным режимом; в этом случае она занимает периоды времени от окончания тех паводков, у которых полностью завершается цикл спада, до следующего паводка.
Выделение межени на гидрографе реки в ряде случаев является операцией недостаточно определенной, содержащей элементы субъективизма. В качестве критерия такого выделения условно принимают, что к межени относятся те периоды низкого стока, в течение которого объёмы стока периода (каждого в отдельности) не превышают 10—15 % общего объема стока за год.